# مسابقه کاندیدهای فیده ۲۰۲۲
مسابقه کاندیدهای فیده ۲۰۲۲ یک تورنمنتِ شطرنجِ هشت‌نفره برای مشخص شدنِ رقیب قهرمانیِ شطرنجِ جهان در سالِ ۲۰۲۳ است. این هشت نفر کاندید، متشکل از برترین شطرنج‌بازانِ حالِ حاضرِ جهان هستند که از سویِ فیده برایِ تعیینِ قهرمانِ جهان در سالِ ۲۰۲۳ کاندید می‌شوند تا در یک تورنمت با یکدیگر به رقابت بپردازند و نهایتاً برندهٔ این رقابت‌ها به مصافِ قهرمانِ کنونیِ جهان خواهد رفت. نهایتاً یان نپومنیاچی در پایانِ مسابقات به رتبهٔ برتر دست یافت و رقیبِ مگنوس کارلسن شد.

## کاندیدها

### علیرضا فیروزجا (فرانسه)
علیرضا فیروزجا زادهٔ ۲۸ خرداد ۱۳۸۲ خورشیدی در بابل، استادبزرگ شطرنج و از نوابغِ شطرنجِ جهان است. او از ماه ژوئیه ۲۰۲۱ میلادی به این سو، با پرچم فرانسه در مسابقات بین‌المللی شرکت می‌کند. وی در ۹ آوریل ۲۰۱۸ به درجهٔ استاد بزرگی رسید و در سن ۱۶ سال و ۱ ماه؛ تبدیل به دومین بازیکن جوانِ موفق در تاریخ شطرنج شد و سپس در سن ۱۸ سال و ۵ ماه با شکستن رکورد ماگنوس کارلسن، جوانترین بازیکنِ تاریخِ شطرنجِ جهان شد که به امتیازِ ۲۸۰۰ دست پیدا کرده‌اند.

#### راهیابیِ علیرضا فیروزجا به مسابقاتِ کاندیدهایِ فیده ۲۰۲۲
وی در نوامبر ۲۰۲۱ میلادی با قهرمانی در رقابت‌های گرندسوئیس شطرنج جهان ۲۰۲۱ موفق شد جواز ورود به این دوره از مسابقات کاندیداتوری شطرنج جهان در سال ۲۰۲۲ را کسب کند.

### هیکارو ناکامورا (آمریکا)
هیکارو ناکامورا (به ژاپنی: 中村光) (زاده ۹ دسامبر ۱۹۸۷ میلادی) یک استادبزرگ شطرنج ژاپنی‌الاصل است که تابعیت آمریکایی دارد. او هم‌اکنون بالاترین ریتینگ در ایالات متحده را دارد.

### یان نِپومنیاچی (با پرچمِ فیده)
یان نپومنیاشی (همچنین شناخته شده با نام‌های نِپومنیشی و نِپومنیاشچی؛ زاده ۳۰ ژوئیه ۱۹۹۰ در بریانسک، روسیه) استادبزرگ شطرنج است. وی در نوامبر ۲۰۲۱، در رده پنجم شطرنج جهان قرار گرفت. وی با وجودِ دارا بودنِ هویتِ روسی، با پرچمِ فیده در این دوره شرکت کرده‌است.

### ریچارد راپورت (مجارستان)
ریچارد راپورت (زاده ۲۵ مارس ۱۹۹۶ میلادی) یک استادبزرگِ شطرنجِ مجارستانی است. او از اعجوبه‌های شطرنج است، عنوان استاد بزرگ خود را در ۱۳ سال و ۱۱ ماه و ۶ روزگی به دست آورد و او را به جوان‌ترین استادبزرگِ مجارستان بدل کرد.

### فابیانو کاروانا (آمریکا)
فابیانو کاروانا (زاده ۳۰ ژوئیه ۱۹۹۲ در میامی، ایالات متحده آمریکا) استادبزرگ شطرنجِ آمریکایی-ایتالیایی است. این نابغه شطرنج دنیا در سن ۱۴ سال و ۱۱ ماه و ۲۰ روزگی به عنوان استادبزرگی شطرنج رسید و از این حیث به صورت همزمان در هر دو کشورِ آمریکا و ایتالیا به عنوان جوان‌ترین فردی در تاریخ این دو کشور به‌شمار می‌رود که به این عنوان دست یافته‌است. در سال ۲۰۱۴ توانست ۳۵ امتیاز به ریتینگ خود بیفزاید و از ده بازی، ۸٫۵ امتیاز کسب کند. وی همچنین توانست قهرمان جهان یعنی کارلسن را در یک بازی شکست داده و همچنین در یک بازی به تساوی با وی برسد که مجموعاً ۱٫۵ امتیاز به دست آورد که نمایشی خیره‌کننده از وی به‌شمار می‌رود.

### یان-کریستوف دودا (لهستان)
یان-کریستوف دودا (تلفظ لهستانی: ['jan ˌkʂɨʂtɔf ˈduda]، زادهٔ ۲۶ آوریل ۱۹۹۸ میلادی) یک استادبزرگ شطرنج لهستانی است. او در سال ۲۰۱۳ در سن ۱۵ سال و ۲۱ روز به عنوانِ استادبزرگی دست یافت. دودا، قهرمانِ لهستان در سال ۲۰۱۸ و جامِ جهانیِ شطرنج در سالِ ۲۰۲۱ میلادی شد. او به خاطر دستاوردهایش در شطرنج، صلیبِ طلاییِ شایستگیِ لهستان را دریافت کرد.

### تیمور رَجَبوف (جمهوری آذربایجان)
تیمور رجبوف (ترکی آذربایجانی: Teymur Rəcəbov؛ زادهٔ ۱۲ مارس ۱۹۸۷) استادبزرگِ شطرنج اهلِ جمهوری آذربایجان است. او در سال ۲۰۰۱ و در سنّ ۱۴سالگی به مقام استادبزرگی دست یافت که در آن زمان دومین شطرنج‌باز کم‌سن‌وسال تاریخ با درجهٔ استادبزرگی به‌شمار می‌رفت. او به همراه تیمِ ملّیِ آذربایجان در سالهای ۲۰۰۹، ۲۰۱۳ و ۲۰۱۷ قهرمان اروپا شده‌است. بالاترین امتیاز او در ریتینگ الو ۲۷۹۳ بوده که سال ۲۰۱۲ به دست آورده و در آن زمان نفر چهارم این ریتینگ محسوب می‌شد. او قهرمان رقابت‌های جام جهانی شطرنج سال ۲۰۱۹ در خانتی-مانسییسک روسیه شد.

##### راهیابیِ تیمور رَجَبوف به مسابقاتِ کاندیدهایِ فیده ۲۰۲۲
رجبوف به عنوان برندهٔ جام جهانی شطرنج ۲۰۱۹ به مسابقاتِ قبلیِ کاندیداها راه یافته بود، اما پس از ردّ درخواستِ وی مبنی بر به تعویق انداختنِ مسابقات به دلیلِ دنیاگیریِ کووید-۱۹، از این مسابقات کنار کشید. فیده بعدتر تصمیم گرفت که در عوض به رجبوف اجازهٔ ورود مستقیم به نامزدهای ۲۰۲۲ را بدهد و به این ترتیب، وی واردِ مسابقات شد.

### دینگ لیرِن (چین)
دینگ لیرِن (انگلیسی: Ding Liren؛ زادهٔ ۲۴ اکتبر ۱۹۹۲) استادبزرگِ شطرنج اهل چین و قهرمان سه دوره مسابقاتِ کشوریِ چین است. او دارایِ رکوردِ ۲۹ پیروزی و ۷۱ تساوی بدونِ شکست از اوت ۲۰۱۷ تا نوامبر ۲۰۱۸ میلادی بود که طولانی‌ترین روند بی‌شکستی در بالاترین سطح شطرنج به‌شمار می‌رفت؛ تا این که این رکورد در سال ۲۰۱۹ توسط مگنوس کارلسن نروژی شکسته شد. وی در سپتامبر ۲۰۱۹، امتیازِ ۲۸۱۱ را دارا بود

##### راهیابیِ دینگ لیرِن به مسابقاتِ کاندیدهایِ فیده ۲۰۲۲
در ابتدا سرگئی کاریاکین کاندیدِ فیده در لیستِ هشت نفره بود اما به دلیل «نقضِ منشورِ اخلاقیِ فیده» پس از اعلام علنیِ حمایت از حمله روسیه به اوکراین در سال ۲۰۲۲، رد صلاحیت شد و شش ماه نیز از انجامِ مسابقاتِ مربوط به فدراسیونِ بین المللیِ شطرنج محروم گردید. نتیجتاً او نتوانست در مسابقات کاندیداهای ۲۰۲۲ شرکت کند. بر این اساس، دینگ لیرن —بازیکنی با بالاترین امتیاز که هنوز واجدِ شرایط نبود— جایگزین او شد.
برپایهٔ قوانین، هیچ بازیکنی به دلیلِ رتبهٔ بالا واجد شرایط نمی‌شود. با این حال، قوانین می‌گوید که در صورتِ انصراف یا فاقدِ صلاحیت شدنِ یکی از بازیکنانِ واجدِ شرایط، بازیکنی که بالاترین امتیاز را در لیستِ رتبه‌بندیِ ماهِ مِیِ ۲۰۲۲ داشته و حداقل ۳۰ بازیِ رتبه‌بندی شده از ژوئن ۲۰۲۱ تا مِیِ ۲۰۲۲ انجام داده‌است، به عنوان جایگزین دعوت می‌شود. پس از ردّ درخواستِ سرگئی کاریاکین از سویِ فیده —به دلیلِ اظهاراتِ وی در موردِ جنگِ اوکراین و طرفداری از مواضعِ روسیه— کاریاکین از فهرستِ نامزدها حذف و دینگ لیرن برای مسابقات، واجدِ شرایط شد.

## جدولِ امتیازیِ مسابقات
| رتبه | نام                    | مسابقات | مسابقات | مسابقات | مسابقات | مسابقات | مسابقات | مسابقات | مسابقات | مسابقات | مسابقات | مسابقات | مسابقات | مسابقات | مسابقات |
| رتبه | نام                    | ۱       | ۲       | ۳       | ۴       | ۵       | ۶       | ۷       | ۸       | ۹       | ۱۰      | ۱۱      | ۱۲      | ۱۳      | ۱۴      |
| ---- | ---------------------- | ------- | ------- | ------- | ------- | ------- | ------- | ------- | ------- | ------- | ------- | ------- | ------- | ------- | ------- |
| ۱    | یان نپومنیاشی (فیده)   | +۱      | +۱      | +۱      | +۲      | +۲      | +۳      | +۴      | +۴      | +۴      | +۴      | +۵      | +۵      | +۵      | +۵      |
| ۲    | دینگ لیرن (CHN)        | –۱      | –۱      | –۱      | –۱      | –۱      | –۱      | –۱      | –۱      | =       | +۱      | +۲      | +۱      | +۱      | +۲      |
| ۳    | تیمور رجبوف (AZE)      | =       | –۱      | –۱      | –۱      | –۱      | –۱      | –۲      | –۲      | –۱      | –۱      | –۱      | =       | =       | +۱      |
| ۴    | هیکارو ناکامورا (USA)  | –۱      | =       | =       | =       | =       | =       | =       | +۱      | =       | +۱      | +۱      | +۱      | +۲      | +۱      |
| ۵    | فابیانو کاروانا (USA)  | +۱      | +۱      | +۱      | +۱      | +۱      | +۲      | +۳      | +۲      | +۲      | +۱      | =       | =       | =       | –۱      |
| ۶    | علیرضا فیروزجا (FRA)   | =       | =       | =       | –۱      | –۱      | –۲      | –۲      | –۲      | –۱      | –۲      | –۳      | –۳      | –۳      | –۲      |
| ۷    | یان-کریستوف دودا (POL) | =       | =       | =       | =       | =       | –۱      | –۱      | –۲      | –۳      | –۲      | –۲      | –۲      | –۳      | –۳      |
| ۸    | ریچارد راپورت (HUN)    | =       | =       | =       | =       | =       | =       | –۱      | =       | –۱      | –۲      | –۲      | –۲      | –۲      | –۳      |